# Auctores octo morales
Los Ocho autores u Ocho autores morales, en latín Auctores octo / Auctores octo morales, fue una colección de ocho libros de diversos autores y épocas con el denominador común de la moral y su adecuación para la enseñanza.

## Historia
Esta colección fue concebida durante la Baja Edad Media (aunque en el siglo XII ya circulaban unos Auctores sex) y alcanzó tal éxito que en los siglos XV y XVI los escolares debían leerlos como libro de texto de aprendizaje humanístico elemental. Se imprimieron por vez primera en Lyon (Autores octo cum glossa, Lyon: Jean du Pré, 1488). Fueron el antecedente de los Libri minores.

## Propósito y difusión
Los textos estaban versificados en latín para que su aprendizaje memorístico fuera más cómodo. Su contenido era moral, religioso y sobre comportamientos y conductas correctas. De todos estos libros, el que más éxito tuvo fueron los Distica Catonis / Dísticos de Catón, mientras que los demás fueron más o menos olvidados. Los Distica, a través de la versión en francés de Corderius (Mathurin Cordier, 1579-1564) muy enriquecida con comentarios sobre autores clásicos y dirigida a los niños, se tradujo al español seis veces desde 1490 hasta 1964.

## Contenido
1. Disticha Catonis de moribus, según Julio César Scaliger obra de un tal Dionysius Cato del siglo III o IV d. C.
2. Facetus (anónimo)
3. Pseustis et Alithia, ecloca de Theodulus (Godescalco de Orbais), una discusión en verso latino entre las alegorías Verdad Alithia) y Falsedad (Pseustis), resuelta la final por Razón (Fronesis).[3]
4. Chartula o De contemptu mundi de Bernardo de Morlaix o Cluny, un discurso ascético de renuncia las cosas mundanas.
5. Liber floretus de Bernardo de Morlaix o Cluny
6. Liber doctrinale altum parabolarum Alani de Alain de Lille
7. Tobiae dogmata ad filium de Mateo de Vendôme, una extensa paráfrasis métrica en dísticos elegíacos en tres partes del Libro de Tobías
8. Fabulae Aesopi / Fábulas de Esopo de Gualterus Anglicus o Walter el Inglés.